# Bernar Venet
Pour les articles homonymes, voir Venet.
Bernar Venet est un artiste plasticien français né le 20 avril 1941 à Château-Arnoux-Saint-Auban dans les Alpes-de-Haute-Provence.
Il a vécu près de 40 ans aux États-Unis où il s'est fait connaître pour ses sculptures en acier et ses œuvres conceptuelles.
Il réside actuellement dans le sud de la France où il a créé récemment la Venet Foundation au Muy (Var).

## Biographie

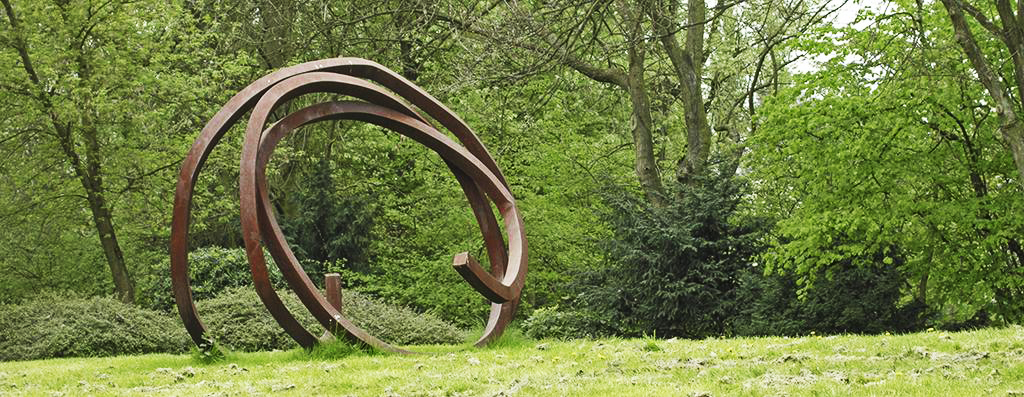
Ligne indéterminée (1987).

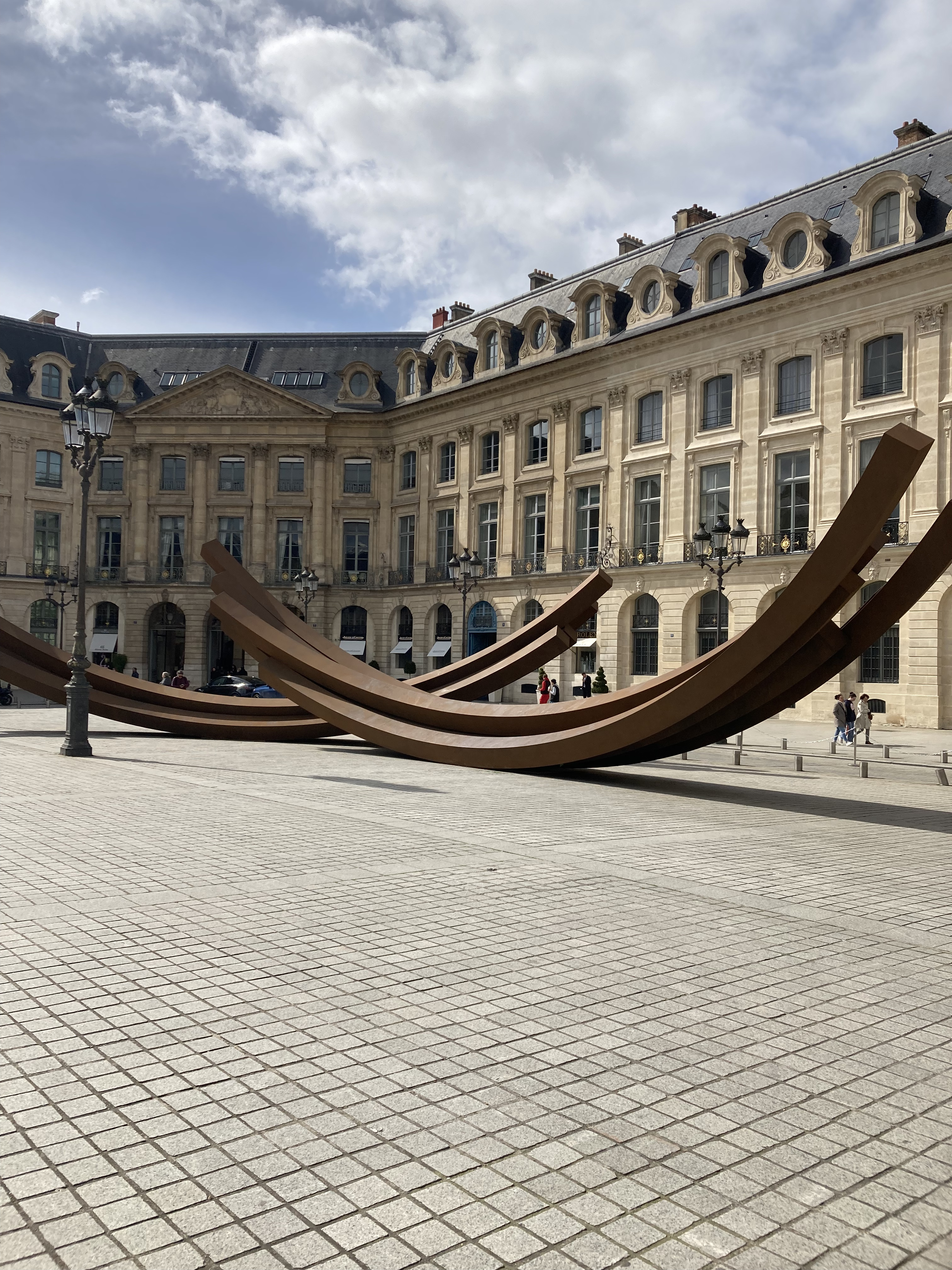
La parabole de l'histoire sur la place Vendôme, en 2023.

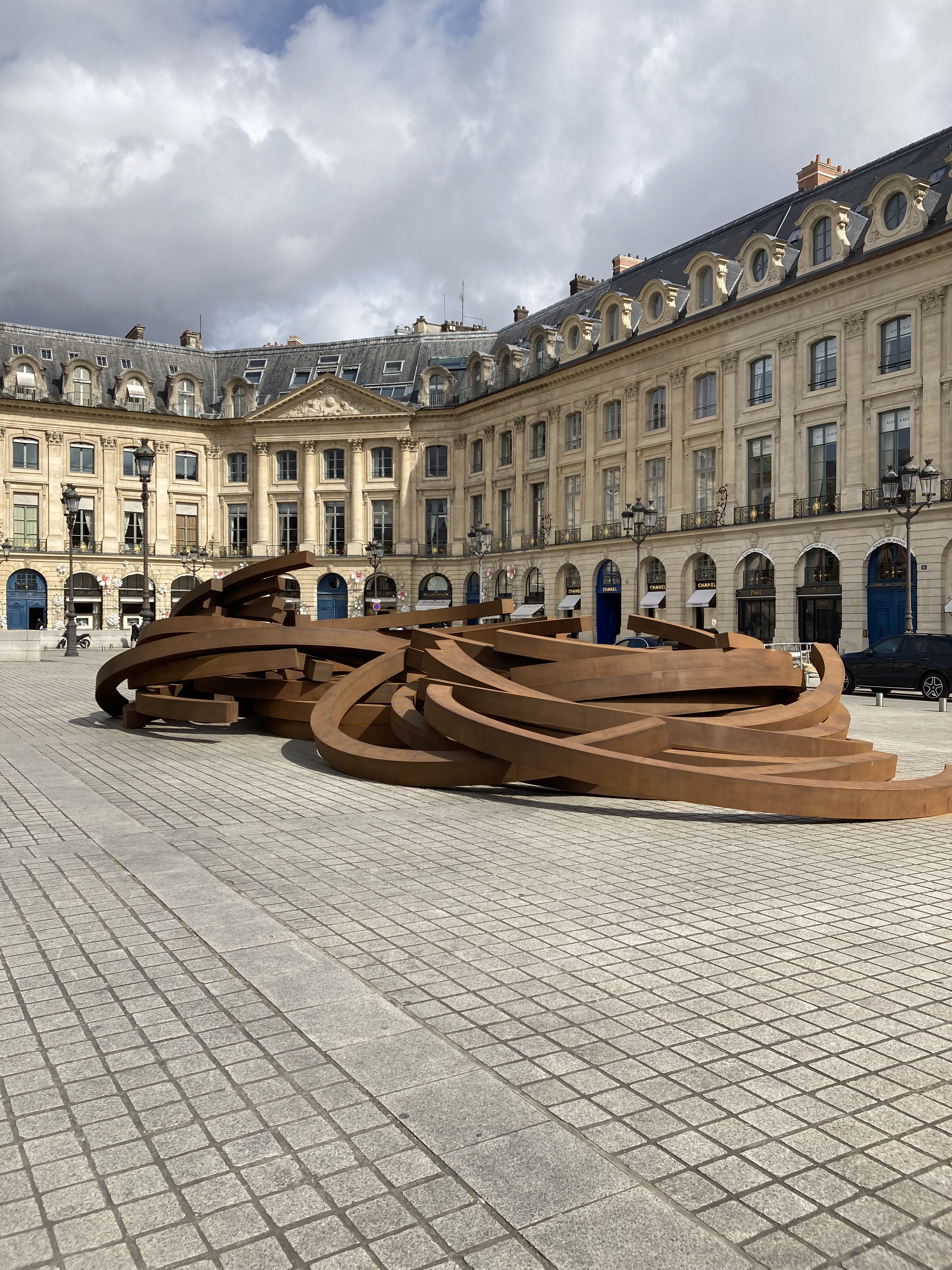
La parabole de l'histoire sur la place Vendôme, en 2023.

### Parcours
Bernar Venet commence comme assistant décorateur à l'opéra de Nice de 1958 à 1960. Il passe une rapide période symboliste où des figures énigmatiques occupent le centre d'un tableau abstrait dont les fonds colorés se superposent, reflétant l'influence de Paul Klee.
En se promenant un jour dans les environs de Marseille, au moment de son service militaire, alors âgé de dix-neuf ans, Venet tombe sur une falaise où l'on avait déversé un chargement de goudron. Celui-ci s'était d'abord écoulé le long de la falaise avant de se refroidir et de se solidifier. Le jeune artiste fixe l’évènement par la photographie, lui évoquant la surface d'un tableau, naturel, aléatoire.
Le service militaire l’amène à Tarascon. Un atelier lui sera alloué dans un grenier de la caserne où il aborde, alors qu'il a à peine 20 ans, une abstraction unichrome dans un premier temps, c'est-à-dire employant une couleur se détachant sur le fond - le blanc du papier ou l'ocre du carton - puis monochrome - abolissant la distinction entre fond et forme - où le noir s'impose. Dans la même ville il réalisera ses premières performances, Performances dans les ordures, 1961, icône de la transformation du modernisme tardif en postmodernisme.
De 1961 à 1963, il montre des toiles recouvertes de goudron parce que « le noir, c’est le rejet de la communication facile ». Sa notoriété débute durant cette période avec la réalisation d’une sculpture sans forme spécifique composée d’un tas de charbon versé à même le sol. Sa faculté d’abstraction intellectuelle et son goût pour le raisonnement mathématique et l’expérimentation le conduisent à ce qui sera bientôt l’art conceptuel. Marcel Duchamp disait de lui : « Venet, vous êtes un artiste qui vend du vent. »
En 1962 dans le cadre de ses obligations militaires il est envoyé en Algérie pour dix mois. De retour à Nice en 1963 où il avait suivi en 1958 une année de cours de dessin et de peinture à la Villa Thiole (avant de se faire renvoyer, surpris en train de défendre le travail de Picasso devant d'autres élèves), il s'aménage un atelier dans le vieux Nice au 18, rue Pairolière. Il poursuit son travail sur le goudron, et réalise Tas de charbon, 1963, œuvre conceptuelle. Cette même année, il rencontre plusieurs représentants du Nouveau Réalisme, César, Raymond Hains, Jacques de la Villeglé et se lie d'amitié avec Arman.
En 1964 sur la proposition de ses nouveaux amis il participe au Salon Comparaisons au musée d'art moderne de la ville de Paris, exposant ses reliefs en carton abstrait dans la salle du Nouveau Réalisme et du Pop'art américain. Il réitérera l’expérience l'année suivante (ainsi qu'à la Biennale de Paris) et en 1967.
Sur les conseils d'Arman, il se rend à New York en avril-mai 1966. Son ami l’héberge dans son atelier, au 84 Walker Street, autrefois occupé par Jean Tinguely. En décembre il s'installe définitivement à New York. En France, Claude Viallat organise l'exposition Impact, au musée d'art moderne de Céret, réunissant de très jeunes artistes dont Venet. Il envoie le plan d'un tube, sous forme de dessin industriel. Il explore les mathématiques et les sciences pures qui sont pour lui une source récurrente pour imposer la « monosémie » dans le camp artistique, ses recherches aboutissent à la présentation de ses premiers diagrammes mathématiques. Il conçoit le ballet Graduation, à scénographie verticale, créé en décembre 1988.
À New York, en 1967, il entre en relation avec un chercheur au département de physique nucléaire de l'université Columbia à New York, Jack Ullmann, afin que ses œuvres conceptuelles prennent appui sur des développements scientifiques. Il réalise des enregistrements sonores sans visuel, seul le contenu compte. Il rencontrera les artistes minimalistes de la Dwan Gallery (en) et se fixe un programme de quatre ans au terme duquel il prévoit d'arrêter sa production.
En 1968, il loge au Chelsea Hotel. Il participe à Prospect 1968, à la Kunsthalle de Düsseldorf, aux côtés de Joseph Beuys et Marcel Broodthaers. Cette année-là des musées commencent à acquérir ses œuvres, le Museum Haus Lange à Krefeld en Allemagne et le Museum of Modern Art à New York. Des chercheurs de Columbia collaborent avec lui pour une performance au Judson Church Theater. Il concevra son propre mobilier en acier, modèle de chaises, canapés et tables dans un esprit très minimaliste. Il rencontre Ella Bogval, qu'il épouse en 1971 (ils se séparent en 1982).
Entre 1969 et 1970, il s'installe dans un loft sur Broadway, à SoHo. Il participe à l'exposition Conception-Konzeption à Leverkusen, à la Art by Telephone au musée d'art contemporain de Chicago. Il arrête toute production artistique comme prévu, Paul Wember (de) organise une rétrospective de ses œuvres au Museum haus Lange de Krefeld. Il donnera des conférences en Europe, aux États-Unis et au Japon. Il participe à la série de multiples édités par William Copley sous le label « The Letter Edged in Black Press », et au portfolio Artists and Photography  publié par Maria Goodman. Ses œuvres sont exposées à la Dwan Gallery, chez Leo Castelli et chez Paula Cooper.
En 1971, après une exposition collective Conceptual Art and Conceptual Aspects, au New York Cultural Center — organisée par Donald Karshan qui publiera un catalogue raisonné des œuvres conceptuelles de l'artiste — il expose aux côtés de Daniel Buren, Robert Barry, On Kawara.
De 1971 à 1976, il marque une pause dans ses recherches, cesse toutes pratiques artistiques et revient en France où il écrit et enseigne à la Sorbonne. Entre 1972 et 1973, il s'installe avec sa femme et ses enfants à Paris. L'arrêt de sa production artistique entraîne une période de réflexion sur son propre travail. Il explique son propre travail dans le but de rectifier les commentaires de critiques d'art qui ne lui paraissent pertinents, introduisant la notion de monosémie empruntée à Jacques Bertin (cartographe). Il participe à l'exposition « 72-Douze ans d'art contemporain » au Grand Palais.
En 1974, Venet donne des cours à la Sorbonne, sur l'art et la théorie de l'art, ainsi que dans de nombreuses universités en France, en Angleterre, en Italie, en Pologne et en Belgique. Catherine Millet publie sa première monographie aux éditions du Chêne à Paris et chez Giampaolo Prearo (it) à Milan. Jean-Pierre Mirouze lui consacre un film intitulé Œuvre terminée, œuvre interminable, suivi par une exposition personnelle de ses œuvres conceptuelles à l'Institute of Contemporary Arts de Londres. Il représente la France à la XIIIe Biennale de São Paulo avec Gottfried Honegger et François Morellet.
Il réintègre son atelier en 1976. La ligne, sous toutes ses variantes mathématiques et ses manifestations physiques, prend une place prépondérante dans son travail. Des toiles, succès aux États-Unis, puis des reliefs en bois, il passe rapidement à la sculpture. Il reprend son travail, les premières toiles de la série des Angles et des Arcs présentent des figures géométriques élémentaires. Une rétrospective de ses œuvres conceptuelles se tient au musée d'art contemporain de San Diego, organisée par Sebastien Adler.
Bernar Venet ayant repris son activité artistique, le musée d'art moderne de Saint-Étienne expose ses dernières créations. Cette même année il expose à la Documenta VI à Cassel.
En 1978, il est l'invité d'Achille Bonito Oliva à la Biennale de Venise sur le thème Dalla natura all'arte alla natura. Il présente ses toiles Chords Subtending Arcs.
La série des reliefs des Arcs, Angles et Diagonales en bois, suivis par les premières Lignes Indéterminées est présentée en 1979. Il va créer des sculptures en acier composées de deux arcs. Le National Endowment for the Arts lui octroie une bourse.
En 1982 il emménage dans un loft au 533 Canal Street.

### SesLignes indéterminées
En 1983, Bernar Venet met en place la structure de base de ses Lignes indéterminées. Il les réalise en acier Corten et les installe dans de nombreux espaces urbains et collections publiques, notamment à Nice, Paris, Berlin, Tokyo, Strasbourg, Pékin, Austin, San Francisco, musée de Grenoble, etc. Le réalisateur Seth Schneidman lui consacre un film Bernar Venet 1983.
Il est invité en 1984 par le ministère de la Culture à réaliser Arc majeur sur l'autoroute A6, projet qui n'aboutira pas. Cette œuvre est finalement installée sur l'autoroute E411 en Belgique en 2019. Il entame une collaboration avec les Constructions mécaniques des Vosges Marioni et il expose pour la première fois ses lignes indéterminées à la galerie Templon ; en 1986 ce sera chez Leo Castelli à New York.
Pour le 750e anniversaire de la ville de Berlin, le 15 janvier 1987, le ministère des Affaires étrangères et Air France commandent l'Arc de 124.5°, mesurant plus de 36 mètres, installé à Alexanderplatz, près de l'horloge universelle Urania. L'année suivante, il installe l'Arc de 155,5° au cœur du jardin Albert-Ier, à Nice. Il reçoit la commande de Deux lignes indéterminées monumentales pour La Défense.
Il est invité par Jean-Louis Martinoty, directeur de l’opéra de Paris, à mettre en scène son ballet Graduation à la salle Favart, auteur de la musique, de la chorégraphie, des décors et des costumes. La même année la monographie Venet rédigée par Jan Van der Marck parait aux éditions de La Différence. Aux États-Unis il est récompensé du Design Award.
En 1988, ce sont ses Doubles lignes indéterminées au quartier de La Défense.
En France, le Grand Prix des arts de la ville de Paris lui est remis l'année suivante par Jacques Chirac (alors maire). Le 23 novembre, il présente sa performance-intervention sur La ligne à vif à la galerie Templon et installe Deux arcs de 201,55° à Belley. Il acquiert une ancienne usine et un moulin au Muy, dans le Var, où il passera désormais tous ses étés. Laszlo Szalaï, d'origine hongroise, devient son assistant,.
La galerie Mostra en 1990, lui consacre une exposition à Paris de son mobilier en acier. Il installe une ligne indéterminée monumentale sur la place de Bordeaux à Strasbourg. Il s'essaie à ses premières Combinaisons aléatoires de lignes indéterminées jonchées sur le sol.
Après le succès de l'adaptation de Graduation il travaille à plusieurs compositions musicales, dont Sons et résonances au studio Miraval dans le Var, deux disques compact seront produits chez Circé-Paris, Gravier Goudron (1963) et Acier roulé E 24-2 (1990). Il publie aux éditions Marval, noir noir et noir, réunissant ses œuvres photographiques de 1961 à 1991, avec un texte de Jean-Louis Schefer. Ses trois croix, hommage à Giotto, Grünewald et El Greco sont dressées sur le rocher de Roquebrune-sur-Argens. Thierry Spitzer et Jean-Marie del Moral commencent le tournage de Bernar Venet, lignes, qu'ils achèveront en 1996. Il crée des meubles en acier massif oxycoupé.
Plusieurs enregistrements et films se succèdent alors. En 1992, il enregistre le vrombissement des moteurs du Concorde pour la composition musicale Mur de son, il filme Acier roulé XC-10 aux ateliers Marioni. Il se rend au Japon pour l'inauguration d'une ligne indéterminée dans l’arrondissement d'Adachi. Il commence une série de reliefs en acier composés de flèches, les Directions arbitraires et simultanées. Il participe à l'exposition Manifeste au Centre Georges-Pompidou.
En 1993, il est invité à présenter Acier roulé XC-10 au Festival du film d'artiste de Montréal. Une rétrospective au musée d'art moderne et d'art contemporain de Nice est accueillie ensuite au musée Wilhelm-Hack de Ludwigshafen. De mai à juillet il est invité par Jacques Chirac (maire de Paris) à exposer douze sculptures de la série des Lignes indéterminées au Champ-de-Mars, première étape d'une tournée mondiale des sculptures de Venet, dont l'inauguration au Museum of Modern Art de Hong Kong aura lieu en mai de l'année suivante, puis en 1996 le long de l'avenue Franklin Roosevelt à Bruxelles (au nombre de dix). Il commence à travailler sur les sculptures de « lignes droites. » La monographie de Carter Ratcliff, Bernar Venet, paraît chez Abbeville Press à New York et au Cercle d'art à Paris.
En juin 1995, il imagine de grands monotypes au goudron à l'aide d'un rouleau compresseur, réalisés par le Graphicstudio de Tampa. Il poursuit son travail sur les « lignes droites » qui évoluent vers les Accidents, dont la réflexion sera filmée par Thierry Spitzer puis exposée chez Karsten Greve à Paris et à l'espace Fortant de France à Sète. Il exécute des reliefs en acier oxycoupés, les Surfaces indéterminées.
Nommé maître en résidence à l'Atlantic Center for the Arts (en) de New Smyrna Beach, en 1996, en Floride, il reçoit l'insigne de commandeur dans l'ordre des Arts et Lettres, décerné par le ministère de la Culture.
1997 est l'année où il s'installe dans un nouvel atelier à New York dans le quartier de Chelsea. Il commence les séries d’Arcs x 4 et d’Arcs x 5, conçoit une architecture muséale pour une exposition à l'Espace de l'art concret, à Mouans-Sartoux. Il devient membre de l'Académie européenne des sciences et des arts de Salzbourg.
Invité par le maire de Shanghai à participer au Shanghai International Sculpture Symposium, il se rend en Chine en 1998. Il poursuit le développement de la série des Surfaces Indéterminées.
La troisième et définitive version du film Tarmacadam de 1963, évoquant la technique de revêtement au goudron, est achevée en 1999, présentée au musée d'Art moderne et contemporain de Genève lors de l'exposition Bernar Venet 1961-1963. Ce même musée publie son recueil de poèmes Apoétiques 1967-1998. Il réalise l'installation à Cologne d'une sculpture 4 Arcs de 235,5°, à l'occasion du sommet du G8. Il effectue également une commande publique pour la nouvelle université de Genève, un Arc de 134,5°.
Dans les années 2000, il expose à Rio de Janeiro, Brasilia et São Paulo ses nouvelles peintures murales, Équations Majeures, également au Centre d'art contemporain Georges Pompidou de Carjac et au Musée d'art moderne et contemporain de Genève.
En 2001, il reprend un ancien projet qu’il n’avait pu faire aboutir : l’autoportrait, résultat d’un examen médical tomodensitométrique. De même, il réactive une série de peintures sur toile des années 1960, en choisissant des motifs puisés dans des livres de mathématiques, mais avec une plus grande liberté formelle. Suivent les Saturations, nouvelles toiles sur lesquelles il superpose plusieurs équations jusqu’à brouiller définitivement leur lecture. Un concept développé aussi dans son activité photographique ou sonore, ainsi que dans ses performances. Il achève la même année la décoration de la chapelle Saint-Jean dans son village natal de Château-Arnoux.
En 2002, il intervient sur le thème des Arts comme médiateurs de tolérance au musée Solomon R. Guggenheim de New York. Pour la durée de l'été il installe douze grandes sculptures, au Fields Sculpture Park à Art Omi, dans la vallée de l'Hudson, puis à partir de novembre à l'Atlantic Center For the Arts de New Smyrna Beach en Floride.
En 2003, ce sont dix-sept expositions personnelles qui lui sont consacrées, dont une rétrospective de la période 1961-1963 à l’Hôtel des arts à Toulon. Il participe à Poésie-Performance avec Ben et Bernard Heidsieck à l'Espace de l'art concret, à Mouans-Sartoux. Installations temporaires de sculptures monumentales au château d'Herberstein dans les Alpes autrichiennes, sur la promenade des anglais à Nice, à Luxembourg et au Jardin des Tuileries. Ferenc Szalaï ouvre une usine à Nagykőrös, en Hongrie, qui lui servira de site exclusif de fabrication.
En 2004, trois expositions sont présentées dans des galeries new-yorkaises et simultanément, à la Robert Miller Gallery (en), chez Jim Kempner Fine Art et au Mall de Park Avenue, en plus d'une exposition itinérante de sculptures présentée à Liège, Miami et Denver. Commande de la part de Bosch pour son nouveau siège à Stuttgart, pour les AGF à Paris et pour le Colorado Convention Center (en) à Denver. Il participe à l'exposition Monocromos de Malevich al presente conçue par Barbara Rose au Reina Sofia de Madrid, et à Intramuros au Musée d'art moderne et d'art contemporain de Nice.
Le 1er janvier 2005, Bernar Venet est nommé chevalier de la Légion d'honneur. Dans le cadre des Rencontres internationales de la photographie à Arles,il expose ses autoportraits tomodensitométriques au musée de l'Arles antique. Il est également invité par Roselee Goldberg (en) à participer à Performa 05 à New York. Pendant ce temps l'exposition de ses sculptures monumentales est présentée en Europe et en Amérique du Nord.
Le prix de sculpture Robert Jacobsen lui est décerné par la fondation Würth à Erstein (Alsace). Il inaugure au Muy un nouvel espace d'exposition pour ses grandes sculptures. Il participe à La Force de l'art au Grand Palais. La ville de Liège acquiert une installation de Quatre Arcs monumentaux.
En 2007, lui est confiée la réalisation du plafond de la galerie du palais Cambon pour le bicentenaire de la Cour des comptes sous la direction du jury du ministère de la Culture à Paris et de Philippe Séguin. Rétrospective 1961-2006 au National Museum of Contemporary Art de Séoul. Inauguration d'une sculpture de 25 m de haut, 2 Arcs de 111° et 86° pour le métro de Toulouse. Elles furent exposées à Park Avenue à New York, à Shanghai et également à Bordeaux de juin à octobre. Dans la même année, sa sculpture 217.5 Arc x 13 est exhibée dans le parc de Sunset Beach à Vancouver (Colombie-Britannique, Canada) pour le Biennale Legacy Foundation.

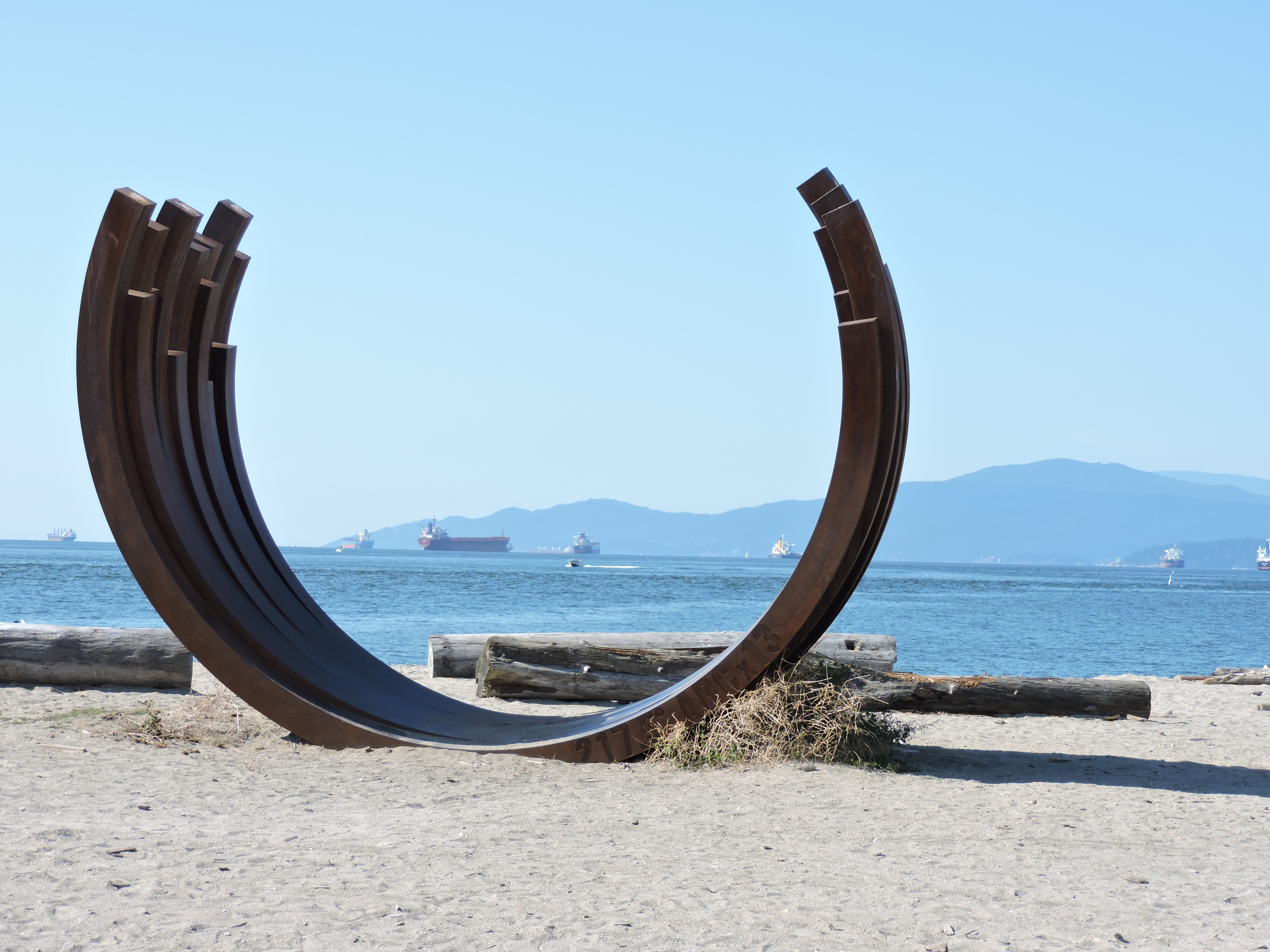
217.5 Arc x 13 (2007); Sunset Beach, Vancouver

En 2008, il est le premier artiste auquel Sotheby's consacre une exposition solo, sur les pelouses du Isleworth Country Club, près d'Orlando en Floride. De janvier à avril, vingt-cinq sculptures monumentales montrent son travail des vingt dernières années et ses thématiques les plus caractéristiques. San Diego en accueillera dix sculptures pour un an.
En 2009, est créée aux États-Unis la Fondation Venet. L'Espace de l'art concret à Mouans-Sartoux monte la première exposition publique de la collection Venet. En juin, il est invité à installer quatre grandes sculptures sur plus de 1 200 m2, à l'Arsenale Novissimp à l'occasion de la 53e biennale de Venise. Il développe ses variations sur les shaped canvas aux fonds dorés.
Sous le commissariat de Barbara Rose, est organisée à l'Institut valencien d'art moderne de Valence une rétrospective de son travail conceptuel ainsi que de ses nouvelles peintures. À l'occasion du 150e anniversaire du rattachement de Nice à la France, le président Sarkozy inaugure à Nice sur la Promenade des Anglais 9 lignes obliques, sculpture de 30 mètres de haut. Pour inaugurer son nouveau siège social à Séoul, Dongkuk Steel (en) installe une sculpture haute de 38 mètres sur la façade de la Ferrum Tower. Le musée des Abattoirs à Toulouse présente la collection de l'artiste et de sa famille, des œuvres de Bernar Venet sont intégrées à l’exposition afin de mettre en évidence les relations entretenues entre l'artiste et les amis qu'il collectionnait : Donald Judd, Dan Flavin, Sol Lewitt, Carl Andre…
En 2011, le Seoul Museum of Art (en) organise une rétrospective couvrant 50 ans de peinture (1961-2011) ; durant l'été l’Hôtel des arts de Toulon expose les peintures de 2001 à 2011 ayant pour réflexions les équations mathématiques. Puis c'est le Château de Versailles qui invite l'artiste à investir de ses créations les jardins et le domaine de Marly. Sept sculptures sont créées pour l'occasion. Il développe son travail sur les reliefs en acier (GRIB), qui sont exposés pour la première fois au Von Bartha Garage, à Bâle en Suisse, parmi une sélection de peinture et de sculptures récentes associés à des œuvres historiques.
En 2012, est inaugurée 88.5° Arc x 8, une sculpture de 27 mètres de haut à Gibbs Farm, près d'Auckland en Nouvelle-Zélande. Il dévoile ses GRIBS à Helsinki, Auckland et Singapour. En 2012, Le Petit Larousse lui consacre une notice dans son édition 2013.
Une exposition est organisée à Marseille, au Palais du Pharo dans le cadre de Marseille-Provence 2013.
En 2014, sur l'invitation de Jacques Villeglé, il expose à l'Espace Jacques Villéglé un ensemble d’œuvres autour de l'Hypothèse du Point.
En 2019, il installe l'Arc majeur au kilomètre 99 sur l'autoroute A4/E411, près de Rochefort dans la province de Namur en Belgique. Au sommet d’une côte, la sculpture d'acier se dresse à 61 m de hauteur. Elle est considérée par Bernar Venet comme la plus grande sculpture contemporaine du monde. Traversée par les voyageurs, sa courbe de métal de 205,5° enserre la route de part et d’autre et semble porter le ciel. Elle épouse le paysage, comme si ses rondeurs se prolongeaient sous la terre. L’Arc majeur est à la fois œuvre d’art et prouesse technique.
En 2023, dans le cadre de l’exposition Difféomorphisme et discontinuité organisée par la galerie Perrotin, l’artiste installe La parabole de l’histoire sur la place Vendôme, à Paris. De part et d’autre de la colonne Vendôme, d’imposantes barres métalliques en forme d’arcs semblent entassées ou écroulées, contrastant avec la verticalité de la colonne, comme un clin d’œil à la démolition de ce monument en 1871.

83.5º Arc x 13 à Arles

En 2024, l'œuvre 83.5º Arc x 13 (13 arcs d’acier corten, 27 mètres de long pour 48 tonnes) est installée dans la nuit du 24 au 25 avril sur le rond point, Place Lamartine, porte de la Cavalerie, aux portes de la ville d'Arles. Bernard Venet était présent pour cette installation. Il s'agit d'une mise à disposition à la commune d'Arles pour 10 ans par le mécène Théodore Schneider, propriétaire de cette œuvre. L'inauguration officielle a lieu le 27 avril 2024,. 

### Vie privée
Bernar Venet est marié à Diane Venet, collectionneuse de bijoux, qui les expose dans plusieurs musées à travers le monde. Il a deux enfants.

## Œuvres
- Lignes indéterminées (1987)
- Arc de 124,5 °, Berlin (1987)
- Arc monumental, 115,5°, Jardin Albert-Ier, Nice (1988)
- Doubles lignes indéterminées, quartier de La Défense (1988)
- Mathematical saturation, Le Muy (2002-2003)
- Parabole de la fonction y = 2x2 + 3x - 2, acrylique sur toile, collection de l'artiste (1966)
- Neuf lignes obliques, Nice
- Deux Arcs de 245,5º chacun (1997), Musée national des beaux-arts du Québec[42]
- Arc majeur (2019), installé sur l'autoroute E411 (A4) en Belgique
- 83.5 arc x 13, installée Place Lamartine, Porte de la Cavalerie, à Arles

## Distinctions

### Prix
- 2019 : le Prix François Morellet lui est remis par le Château de Montsoreau - musée d'Art contemporain[43],[44].

### Décorations
- Commandeur de l'ordre des Arts et des Lettres Il est fait commandeur le 17 février 1996[45].